# Atletica leggera ai Giochi della II Olimpiade - 60 metri piani
La gara dei 60 metri piani dei Giochi della II Olimpiade si tenne il 15 luglio 1900 a Parigi, in occasione dei secondi Giochi olimpici dell'era moderna.

## Risultati
Le batterie si corsero a partire dalle 14,00. La finale fu prevista alle 14,45.

### Primo turno
Batteria 1
| Pos. | Nazione          | Atleta                 | Tempo |
| ---- | ---------------- | ---------------------- | ----- |
| 1    | Stati Uniti      | Alvin Kraenzlein       | 7"0   |
| 2    | Stati Uniti      | Edmund Minahan         | 7"0   |
| 3    | India Britannica | Norman Pritchard       | 7"1   |
| 4-5  | Francia Brasile  | Adolphe Klingelhoeffer | n/d   |
| 4-5  | Svezia           | Isaac Westergren       | n/d   |

Primo turno, batteria 2
| Pos. | Nazione     | Atleta           | Tempo |
| ---- | ----------- | ---------------- | ----- |
| 1    | Stati Uniti | Walter Tewksbury | 7"2   |
| 2    | Australia   | Stan Rowley      | 7"3   |
| 3    | Stati Uniti | William Holland  | n/d   |
| 4-5  | Ungheria    | Pál Koppán       | n/d   |
| 4-5  | Ungheria    | Ernő Schubert    | n/d   |

### Finale
Ore 14,45.
| Pos.    | Nazione     | Atleta           | Tempo ufficiale | Tempo stimato |
| ------- | ----------- | ---------------- | --------------- | ------------- |
| Oro     | Stati Uniti | Alvin Kraenzlein | 7"0             |               |
| Argento | Stati Uniti | Walter Tewksbury |                 | (7"1e)        |
| Bronzo  | Australia   | Stan Rowley      |                 | (7"2e)        |
| 4       | Stati Uniti | Edmund Minahan   |                 | n/d           |